# Polymnia Saregkou
Polymnia Saregkou (11 de maio de 1972) é uma ex-basquetebolista profissional grega.

## Carreira
Polymnia Saregkou integrou a Seleção Grega de Basquetebol Feminino, em Atenas 2004, que terminou na sétima posição.